# Piaskowa Góra (Beskid Makowski)
Piaskowa Góra (też: Skorutówka; 660 m n.p.m.) – niewielka góra w Beskidzie Makowskim w polskich Beskidach Zachodnich.

## Położenie
Leży w grzbiecie, biegnącym generalnie w osi północ-południe i stanowiącym wododział II rzędu między dorzeczami Skawy na zachodzie i Raby na wschodzie. Na północy dość szeroka Przełęcz Szklarska (601 m n.p.m.) oddziela ją od szczytu Babicy w Pasmie Babicy, natomiast na południu prawie równie wydatne siodło (ok. 602 m n.p.m.) łączy ją z krótkim, obłym grzbietem wrastającym w masyw Parszywki w Pasmie Koskowej Góry.

## Charakterystyka
Góra ma wygląd płaskiej, kształtnej kopy o łagodnych, zupełnie nierozczłonkowanych stokach. Kopuła szczytowa porośnięta lasem, w dolnych partiach stoki pokryte polami uprawnymi i łąkami. Od strony północnej zabudowania wspinają się do wysokości ok. 610 m n.p.m.